# 미셸 네

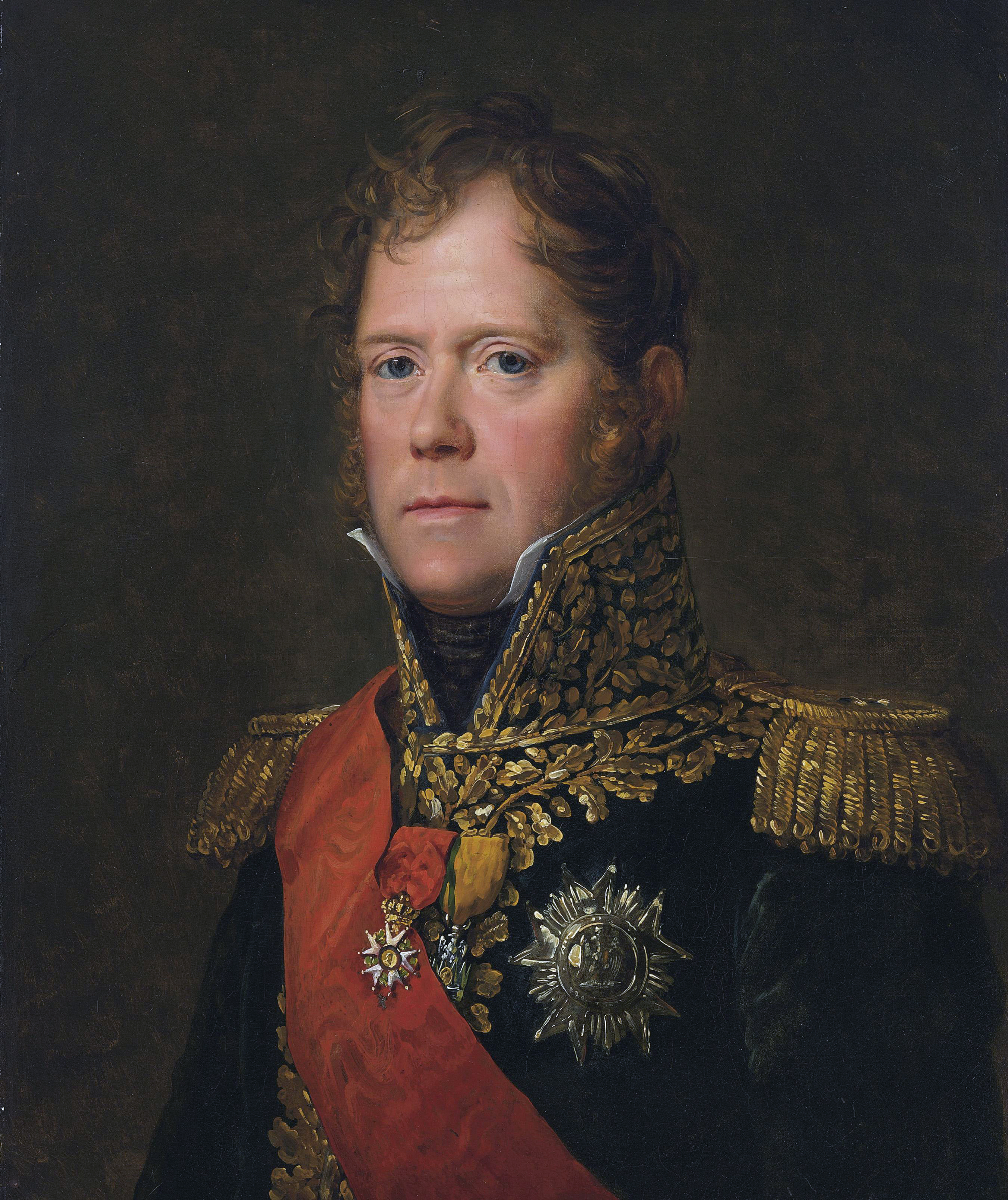
미셸 네

미셸 네(Michel Ney, 1769년 1월 10일 - 1815년 12월 7일)는 나폴레옹 전쟁기에 활약한 프랑스의 군인, 원수이다.

## 개요
지방 변호사 밑에서 일하다가 1788년에 경비병 연대에 들어갔다. 프랑스 혁명 전쟁이 일어나자 기회를 얻어 1792년에 발미 전투와 제마프 전투를 시작으로 1800년 제1공화국에 치른 마지막 전투인 호엔린덴 전투까지 두루 참전했다.
미샬 네는 1801년 5월 튈르리 궁에서 제1통령을 만나라는 명령 때 나폴레옹을 만나 부하가 되었다. 그 뒤 1804년 초에 프랑스의 장 빅토르 마리 모로 장군이 나폴레옹 암살설에 의심되자 나폴레옹은 모로를 추방하고 네를 그 자리에 앉혔다.
1805년 10월에 엘힝겔 전투에서 승리했으며, 두달도 되지 않아 아우스터리츠 전투에서 오스트리아를 무찔렀다. 1806년 예나-아우어슈테트 전투에서는 프로이센군을, 1807년 아일라우 전투와 프리틀란트 전투에서는 러시아군을 무찔렀다. 1812년 러시아 원정 때에는 보로디노 전투에서 참전하여 모스크바 공작 작위를 받았다.
하지만 그 뒤부터는 덴네비츠 전투에서 장바티스트 베르나도트의 스웨덴군에게 패배하고 라이프치히 전투에서는 큰 부상을 당해 프랑스로 돌아가야만 했다. 그 뒤 1815년 나폴레옹의 백일천하 때 워털루 전투에 참여했으나 크게 패하여 프랑스 남서부에서 부르봉 왕가에게 체포되었다.
그리고 1815년 12월에 뤽상부르 정원에서 총살형으로 처형되었다.

## 같이 보기
- 개선문에 새겨진 이름들